# Танер, Халдун
Халдун Танер (16 марта 1915, Стамбул — 7 мая 1986, там же) — турецкий писатель республиканского периода, лектор и журналист, драматург. Первым начал писать пьесы для театров в Турции.

## Биография
Родился в Стамбуле в 1915 году. Его отец, Ахмед Салах, член последнего османского парламента, писал, читал лекции и отстаивал независимость интеллигенции в стране. Халдун потерял своего отца в возрасте пяти лет. Жил с матерью в доме его деда.
Был признан ребёнком погибшего на службе родине и воспользовался правом поступить в Галатасарайский лицей, где и получил среднее образование в 1935 году.
В 1938 окончил факультет политических наук Гейдельбергского университета, но из-за тяжёлой формы туберкулёза вернулся домой в Эренкёй, где лечился в 1938—1942 годах.
В 1950 году окончил литературный факультет Стамбульского университета, там же преподавал и был ассистентом на историческом курсе в университете искусств с 1950 по 1954 год.
Литературные зарисовки о жизни появились ещё в подростковые годы, однако в литературу пришёл в 1940-х как автор рассказов о жизни демократической интеллигенции.
Первый рассказ под названием «Töhmet» («Условный расчёт») был опубликован в 1946 году в журнале «Yedigün».
В 1953 году победил в конкурсе, организованном газетой New York Herald Tribune в Стамбуле, с рассказом под названием «Şişhaneye Yağmur Yağıyordu».
В 1956 дебютировал как драматург. В этом же году журналом «Varlık» был назван самым популярным писателем года. Особенно популярны его пьесы «Сказ об Али из Кешана» (1964), «Спаситель родины — Шабан» (1967) и «Хитрая жена идиота».
Пьеса «Günün Adamı», написанная для городского театра Стамбула ещё во времена работы ассистентом, была запрещена.
После этого оставил должность ассистента и уехал в Вену, там с 1955 по 1957 года учился в театральной академии Макса Рейнхардта. В некоторых театрах Вены работал помощником режиссёров.
В 1957 году вернулся в Турцию. Изучал в Стамбульском университете журналистики литературу и историю искусства, затем историю театра на факультете языка и литературы университета Анкары и на факультете истории и географии Государственного Университета г. Стамбула.
Продолжает публиковаться в газете «Tercüman» с 1952 по 1960 года и писать пьесы.
В 1950-е годы пишет первые успешные пьесы для театра. Также пробует себя в эпическом стиле.
«Сказ об Али из Кешана» в 1964 году стала первой эпической пьесой для театра, которую играли за рубежом — в Германии, Великобритании, Чехословакии и различных городах Югославии.
В 1964 году Атыф Йылмаз пишет сценарий по этому произведению с целью снять по нему фильм.
В более поздние периоды пишет пьесы на общественно-политические темы.
Стал одним из ведущих писателей начала республиканского периода, который использовал чистый турецкий язык.
В 1967 году в небольших журналах выходят следующие произведения: Devekuşu Kabare’yi, Bizim Tiyatro’yu, Tef Kabare Tiyatrosu.
Фильмы «Kaçak’2» (1955) и «Dağlar Delisi Ferhat» (1957) получили награды за лучшие сценарии.
В 1969 году на Международном фестивале юмора в Бордигере (Италия) получил приз за произведение «Sersem Kocanın Kurnaz Karısı» («Хитрая жена идиота»), а в 1971 году за него же — премию Турецкого лингвистического общества.
В конце жизни преподавал историю искусства и театра на различных факультетах Университетов Анкары и Стамбула.
Халдун Танер погиб 7 мая 1986 года в городе Стамбуле.
«В своих произведениях Халдун Танер поднимает острые проблемы современной турецкой действительности, стремится демократизировать театр, опираясь на традиции народного искусства и брехтовского театра.».

## Основные пьесы
- Günün Adamı (1957)
- Dışardakiler (1957)
- Ve Değirmen Dönerdi (1958)
- Fazilet Eczanesi (1960)
- Lütfen Dokunmayın (1961)
- Huzur Çıkmazı (1962)
- Keşanlı Ali Destanı (1964)
- Gözlerimi Kaparım, Vazifemi Yaparım (1964)
- Zilli Zarife (1966)
- Vatan Kurtaran Şaban (1967)
- Bu Şehr-i İstanbul Ki (1968)
- Sersem Kocanın Kurnaz Karısı (1971)
- Astronot Niyazi (1970)
- Ha Bu Diyar (1971)
- Dün Bugün (1971)
- Aşk-u Sevda (1973)
- Dev Aynası (1973)
- Yâr Bana Bir Eğlence (1974)
- Ayışığında Şamata (1977)
- Hayırdır İnşallah (1980)
- Marko Paşa (1985)